# Гудвин, Джон Нобл
Джон Нобл Гудвин (англ. John Noble Goodwin; 18 октября 1824, Саут-Беруик, Мэн — 29 апреля 1887, Параисо-Спрингс, Калифорния) — американский адвокат и политик, первый губернатор Территории Аризона.

## Биография

### Ранние годы и образование
Джон Гудвин родился в Саут-Беруик, штат Мэн, в семье Джона и Мэри (урожденной Нобл) Гудвин. Он учился в академии Беруика, а в 1844 году окончил Дартмутский колледж. Затем Гудвин изучал право, в 1848 году был принят в коллегию адвокатов и открыл юридическую практику в Саут-Беруике.

### Политическая карьера
В 1854 году Гудвин был избран в Сенат Мэна, а в 1860 году — в Палату представителей США. Его работа в Палате представителей не была отмечена чем-то примечательным, и в 1862 году он не был переизбран на второй срок.
6 марта 1863 года президент Линкольн назначил Гудвина председателем Верховного суда Аризоны. Когда Джон Гарли, назначенный Линкольном на пост губернатора Территории Аризона, умер 19 августа 1863 года, Гудвин занял его место. 26 ноября 1863 года Гудвин и другие чиновники прибыли в Санта-Фе, Нью-Мексико, а 29 декабря 1863 года в Навахо-Спрингс состоялась официальная церемония учреждения Территории Аризона, а Гудвин принял присягу. Поскольку Конгресс США не указал столицу Территории, то Гудвин выбрал столицей Форт-Уиппл, куда прибыл 22 января 1864 года.
Вскоре после создания временной столицы Гудвин отправился с военным конвоем в путешествие по новой территории. Целью поездки было ознакомление с землями и поиск подходящего места для постоянной столицы. Сначала они посетили горный район неподалёку от Форт-Уиппла, а затем район рек Верде и Салинас. В марте и апреле они побывали в Южной Аризоне. После этого похода Гудвин решил разместить новую столицу около Гранит-Крик, примерно в 20 милях к югу от Форт-Уиппла. Здесь был организован военный лагерь, а 30 мая 1864 года на открытом заседании новой столицей был провозглашён Прескотт.
Гудвин разделил территорию на судебные округа и назначил людей на различные должности. После переписи населения, проведённой под руководством маршала США Милтона Даффилда, губернатор назначил на 18 июля 1864 года выборы членов легислатуры Аризоны и делегатов в Конгресс США. После созыва первой легислатуры Гудвин высказался за немедленную отмену пеонажа, а также создание комиссии для принятия нового свода законов Аризоны. Губернатор также обратился к законодателям, чтобы минимизировать количество назначаемых должностных лиц.
Чтобы справиться с апачами и другими племенами, Гудвин призвал на помощь армию США, а также создал добровольческие отряды. 350 человек и 11 офицеров были разделены на пять отрядов. Для мирных племён Гудвин попросил Конгресс создать резервации вдоль реки Колорадо и выделить средства на строительство оросительных систем.
Гудвин также организовал почтовую службу и построил школы.
6 сентября 1865 года Гудвин был избран делегатом в Палату представителей США, победив Чарльза Постона. Вскоре после этого Гудвин отправился в Вашингтон, оставив Ричарда Маккормика исполняющим обязанности губернатора. В Палате представителей Гудвин внёс несколько законопроектов, направленных на борьбу с индейцами и развитие почтовых маршрутов. Он также высказался против передачи округа Pah-Ute от Территории Аризона к Неваде. В 1866 году Гудвин не был переизбран на второй срок.
После отставки Гудвин переехал в Нью-Йорк, чтобы быть ближе к деловым кругам. В начале 1880-х годов он был вице-президентом компании Tiger Mill and Mining Company. Гудвин умер 29 апреля 1887 года в Параисо-Спрингс, округ Монтерей, Калифорния, куда переехал по состоянию здоровья. Он был похоронен на кладбище Форест-Гров в Огасте, штат Мэн.